# 法默斯堡 (愛荷華州)
法默斯堡（英語：Farmersburg）是一個位於美國愛荷華州克萊頓縣的城市。

## 地理
法默斯堡的座標為42°57′31″N 91°22′03″W / 42.95861°N 91.36750°W，而該地的平均海拔高度為280米（即919英尺）。

## 人口
根據2010年美國人口普查的數據，法默斯堡的面積為1.04平方千米，當中陸地面積為1.04平方千米，而水域面積為0.00平方千米。當地共有人口302人，而人口密度為每平方千米290人。